# کمبرتاستاتین ای-۴
کمبرتاستاتین ای-۴ (به انگلیسی: Combretastatin A-4) با فرمول شیمیایی C۱۸H۲۰O۵ یک ترکیب شیمیایی با شناسه پاب‌کم ۵۳۵۱۳۴۴ است. که جرم مولی آن ۳۱۶٫۳۴ g/mol می‌باشد. 